# Chuck (serie televisiva)
Chuck è una serie televisiva statunitense trasmessa dal 2007 al 2012 sull'emittente NBC, ideata da Chris Fedak e Josh Schwartz e prodotta da College Hill Pictures, Warner Bros. Television e Wonderland Sound & Vision.
In Italia la serie è stata trasmessa in prima visione assoluta dal 22 giugno 2008 al 29 luglio 2012 su Steel, canale a pagamento della piattaforma Mediaset Premium, mentre in chiaro è andata in onda dal 9 giugno 2009 al 21 marzo 2013 su Italia 1.

## Sinossi
Chuck Bartowski è un ragazzo di 26 anni di Burbank, contea di Los Angeles (California), dove lavora come esperto di computer al banco d'assistenza del negozio di elettronica Buy More insieme al suo migliore amico Morgan Grimes. Chuck vive con la sorella Ellie Bartowski ed il futuro cognato Devon Woodcomb, entrambi medici, i quali non perdono occasione per incoraggiarlo sia nella vita professionale che sentimentale.
All'inizio della prima stagione Chuck riceve una e-mail da un suo vecchio compagno di università, Bryce Larkin, che si rivela essere un agente della CIA; quando apre la e-mail, un supercomputer neurale chiamato Intersect, contenente l'intero database governativo, si installa nel suo cervello. Sia la NSA sia la CIA inviano poi degli agenti, rispettivamente il maggiore John Casey e l'agente Sarah Walker, per recuperare i dati.
Inizialmente Chuck non è in grado di utilizzare l'Intersect a suo piacimento: il computer neurale si attiva automaticamente alla vista di volti, voci e parole chiave presenti nei fascicoli segreti, dando al ragazzo dei brevi "flash" contenenti le relative informazioni.
Vista l'impossibilità di recuperare i dati, la CIA decide di sfruttare Chuck come risorsa, al pari di un analista. Al fine di preservare la sua sicurezza, Chuck deve mantenere la sua occupazione al Buy More e tenere il tutto segreto sia alla sua famiglia che agli amici, contemporaneamente Chuck suo malgrado viene coinvolto in alcune delicate quanto pericolose missioni quando l'Intersect di cui lui può beneficiare si rivela necessario. Gli agenti Casey e Walker rimangono accanto a Chuck, con la copertura rispettivamente di collega al Buy More e fidanzata, che lavorerà nella panineria Weinerlicious prima e nella yogurteria Orange&Orange poi, vicino al negozio di elettronica.
La trama verte su due fronti: le difficoltà di Chuck nell'integrarsi nel mondo delle spie dove un uomo semplice e normale come lui fatica a comprenderne le regole ufficiali e quelle non scritte in un ambiente fatto di tradimenti e manipolazioni, e la sua storia d'amore con Sarah che sebbene nasca come una copertura si trasforma poi in un sentimento autentico che metterà più volte lei nella posizione di dover scegliere tra la sua rigorosa professionalità e l'affetto che invece inizia a nutrire per Chuck.

## Produzione
Secondo un'intervista concessa nel luglio 2007 da Josh Schwartz, la trama della serie era nata da un'idea di Chris Fedak. Insieme ad Adam Baldwin, Zachary Levi fu uno dei primi attori ad essere assunto dalla produzione. I creatori della serie hanno concentrato lo sviluppo di Chuck sul legame tra il protagonista e l'agente Walker, che tuttavia non sembra mai decollare veramente. In questa stagione, inoltre, viene anticipata anche l'organizzazione antigovernativa denominata Fulcrum che diventerà, soprattutto nella seconda stagione, uno dei nemici di Chuck e della sua squadra.
La seconda stagione della serie è incentrata principalmente sulla lotta tra Chuck e la Fulcrum. Uno dei nuovi elementi presenti in questa stagione e, soprattutto, la decisione di Chuck di trovare suo padre, Stephen Bartowski, che nella serie è interpretato da Scott Bakula per via della forte somiglianza con Zachary Levi e anche per la somiglianza nel modo di recitare con quest'ultimo. Inoltre la relazione tra Sarah e Chuck inizia a farsi più seria, motivo per il quale i creatori hanno creato il personaggio di Alex Forrest (interpretata da Tricia Helfer), agente della CIA inviata dal generale Beckman, che convincerà quest'ultima a sospendere Sarah dal suo incarico. Tuttavia, Chuck riuscirà a convincere il generale che è proprio l'unione tra loro due a renderli una squadra efficiente. Solo verso la fine della seconda stagione Sarah ammetterà finalmente i suoi sentimenti e i due arriveranno quasi a fare l'amore, ma verranno interrotti dall'arrivo di John Casey.
L'episodio Chuck vs. l'Anello affronta molti punti chiave nella storia del protagonista. Chuck apprende le ragioni per cui Bryce Larkin gli inviò l'elaboratore neurale, nonostante il parere contrario del padre di Chuck, Stephen. Inoltre Chuck capisce di poter essere un eroe e per questo decide di installarsi il nuovo elaboratore neurale chiamato Intersect 2.0. La scena in cui Chuck affronta i membri dell'Anello è stata girata gran parte dallo stesso Zachary Levi e solo in poche scene è presente la controfigura dell'attore. Questo episodio, progettato già agli inizi dello sviluppo della seconda stagione,, vuole aprire le porte alla trama della terza stagione.
I bassi ascolti registrati dalla seconda stagione indussero la NBC a posticipare a maggio 2009 la decisione per un eventuale rinnovo della serie. Successivamente la serie venne rinnovata per una terza stagione anche grazie alla campagna Save Chuck, capitanata dallo stesso Zachary Levi il quale volle fortemente continuare la storia di Chuck.
Levi rivelò che la terza stagione avrebbe descritto e chiarito alcuni eventi sulla vita segreta di Chuck, mentre i creatori della serie Josh Schwartz e Chris Fedak confermarono che la storia si sarebbe basata sull'allenamento del personaggio necessario per diventare una vera spia, obiettivo ostacolato dall'emotività del ragazzo che non gli permette di usare correttamente il nuovo Intersect. In questa stagione, i creatori della serie hanno deteriorato il rapporto tra Chuck e Sarah, soprattutto a causa della crescita emotiva del personaggio come "vera spia", ma anche per l'entrata di due nuovi personaggi: Daniel Shaw, che allenerà Chuck e si fidanzerà in seguito con Sarah, e Hannah, la quale si interesserà al protagonista dopo averlo conosciuto in un viaggio aereo verso Parigi. La rivista Slant ad inizio stagione tuttavia ha messo in luce come la relazione tra Chuck e Sarah stia diventando noiosa, tipica e scontata, anche se lo status quo in una serie genuinamente divertente come Chuck non dev'essere per forza una "condanna a morte".
Chris Fedak afferma che l'ultimo episodio della quarta stagione segna un importante passo nel corso della storia di Chuck. Infatti, a fine episodio, il protagonista e la sua squadra vengono licenziati dal loro lavoro di spie del governo. Chuck, soprattutto, assume in questo episodio un ruolo di leader, maturando completamente, decidendo di fondare una società di spie freelance: le Carmichael Industries. L'episodio, infine, sempre a detta di Fedak, restituisce degli elementi presenti nell'episodio pilota, Chuck vs. i servizi segreti: il personaggio di Morgan, interpretato da Joshua Gomez, assume il ruolo di Intersect Umano appartenuto a Chuck nelle prime quattro stagioni, mentre il protagonista assume il ruolo di supervisore appartenuto a Casey e Sarah.

### Colonna sonora
Il tema musicale della sigla è Short Skirt/Long Jacket dei Cake, mentre le musiche della colonna sonora, come il tema principale, sono state composte da Tim Jones.

### Location
Le riprese si sono svolte principalmente a Los Angeles e negli studi cinematografici della Warner Bros. (Warner Brothers Burbank Studios) di Burbank, in California.
Una delle location più ricorrenti è rappresentata dal Buy More, un superstore fittizio che costituisce sia la sede del luogo di lavoro del protagonista Chuck, che la base operativa segreta di CIA e NSA in cui Chuck, Casey e Sarah organizzano le varie missioni. Per quanto riguarda i dipendenti del negozio, sono divisi in tre categorie: management, di cui fanno parte il direttore Big Mike e il vicedirettore Morgan Grimes (promosso dopo la morte di Emmett Milbarge); Nerd Herd, per il supporto tecnico, di cui fanno parte, oltre a Chuck, Jeff Barnes, Lester Patel e fino alla seconda stagione Anna Wu; e gli assistenti alle vendite, le cosiddette magliette verdi, di cui fa parte, tra gli altri, John Casey. Il Buy More è la parodia di una famosa catena di supermercati statunitense, Best Buy, che opera anch'essa nel campo dell'elettronica (e dalla seconda stagione viene anche nominato un "Large Mart").
Inoltre Nerd Herd è la parodia della Geek Squad, una società sussidiaria della Best Buy.

## Cast
Zachary Levi e Adam Baldwin sono stati i primi attori ad essere annunciati, nel febbraio 2007, come membri del cast, rispettivamente per i ruoli di Chuck Bartowski e il maggiore John Casey. Secondo gli autori Baldwin si adattava in modo perfetto al ruolo del maggiore Casey.
Successivamente, nello stesso mese, Yvonne Strahovski è stata scelta per il ruolo di Sarah Kent, cognome che fu poi cambiato in Walker. Nel mese di marzo sono stati scelti Sarah Lancaster, Joshua Gomez e Natalie Martinez, rispettivamente per le parti della Dottoressa Ellie Bartowski (sorella maggiore di Chuck), Morgan Grimes (migliore amico di Chuck), e Kayla Hart (vicina di casa di Chuck). Il personaggio di Kayla Hart fu poi però cancellato in fase di pre-produzione poiché Schwartz e Fedak ritennero complicasse troppo la trama.

### Personaggi principali
- Chuck Bartowski (stagioni 1-5), interpretato da Zachary Levi, doppiato da Nanni Baldini.
- Morgan Grimes (stagioni 1-5), interpretato da Joshua Gomez, doppiato da David Chevalier.
- Sarah Walker (stagioni 1-5), interpretata da Yvonne Strahovski, doppiata da Stella Musy.
- Ellie Bartowski (stagioni 1-5), interpretata da Sarah Lancaster, doppiata da Sabrina Duranti.
- John Casey (stagioni 1-5), interpretato da Adam Baldwin, doppiato da Roberto Draghetti.
- Devon "Capitan Fenomeno" Woodcomb (stagioni 2-5, ricorrente 1), interpretato da Ryan McPartlin, doppiato da Massimo Bitossi.
- Michael "Big Mike" Tucker (stagioni 2-5, ricorrente 1), interpretato da Mark Christopher Lawrence, doppiato da Mario Bombardieri.
- Jeffrey "Jeff" Barnes (stagioni 2-5, ricorrente 1), interpretato da Scott Krinsky, doppiato da Alessandro Rigotti.
- Lester Patel (stagioni 2-5, ricorrente 1), interpretato da Vik Sahay, doppiato da Federico Di Pofi.
- Anna Wu (stagione 2, ricorrente 1, guest 3), interpretata da Julia Ling, doppiata da Valeria Vidali.
- Generale Diane Beckman (stagione 4, ricorrente 1-3, 5), interpretata da Bonita Friedericy e doppiata da Paola Giannetti.

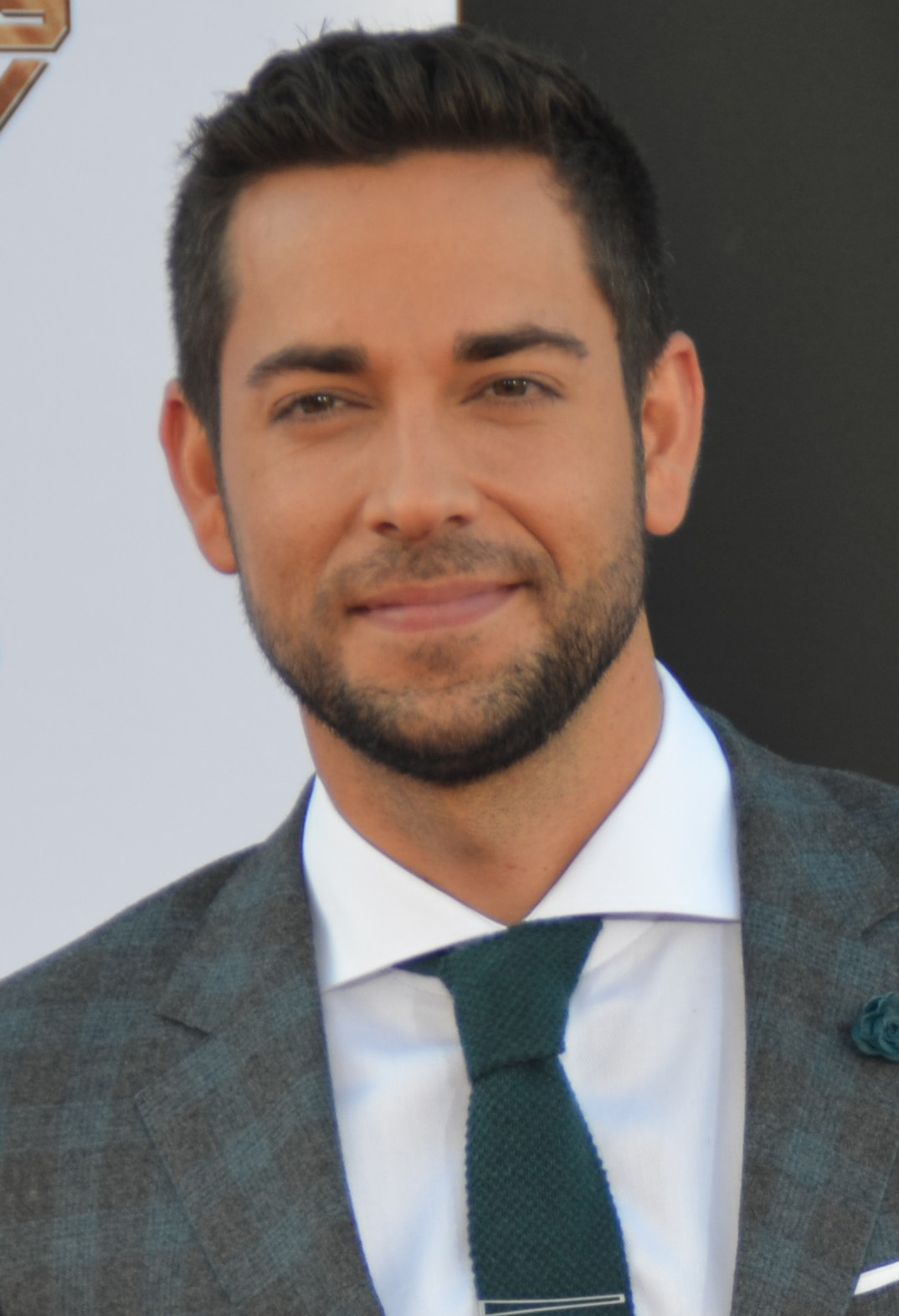
Zachary Levi interpreta Chuck Bartowski
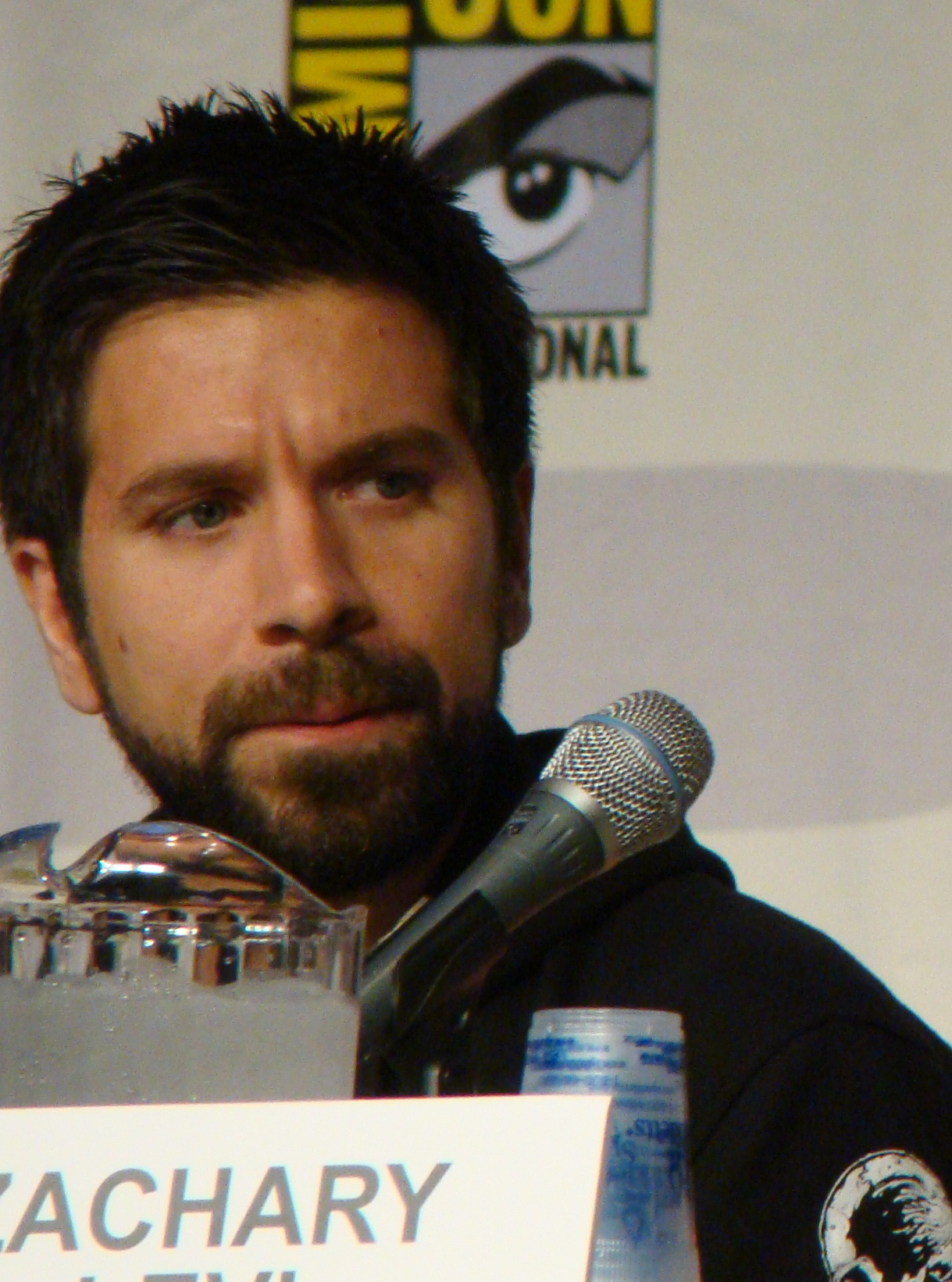
Joshua Gomez interpreta Morgan Grimes
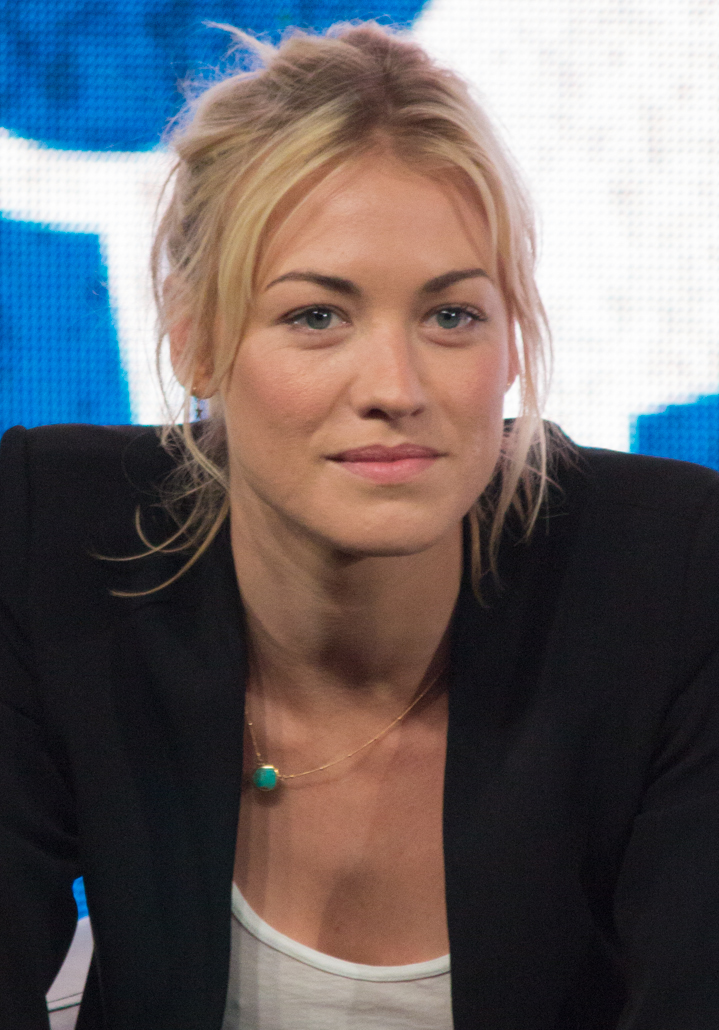
Yvonne Strahovski interpreta Sarah Walker
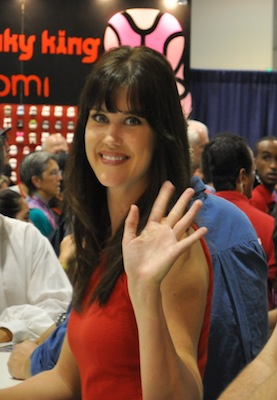
Sarah Lancaster interpreta Ellie Bartowski
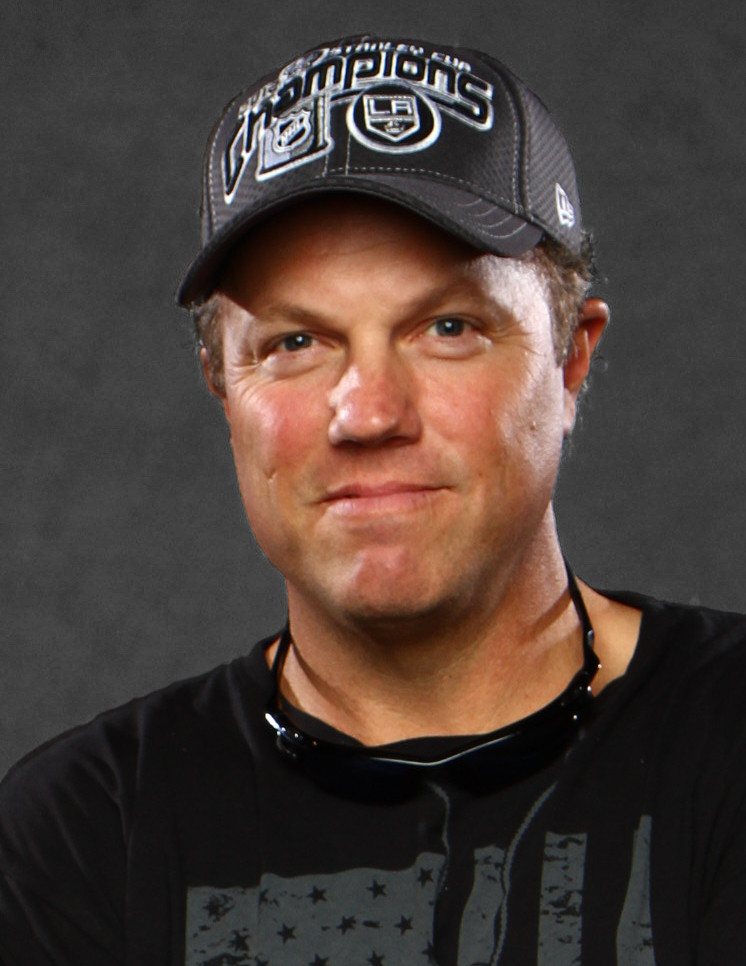
Adam Baldwin interpreta John Casey
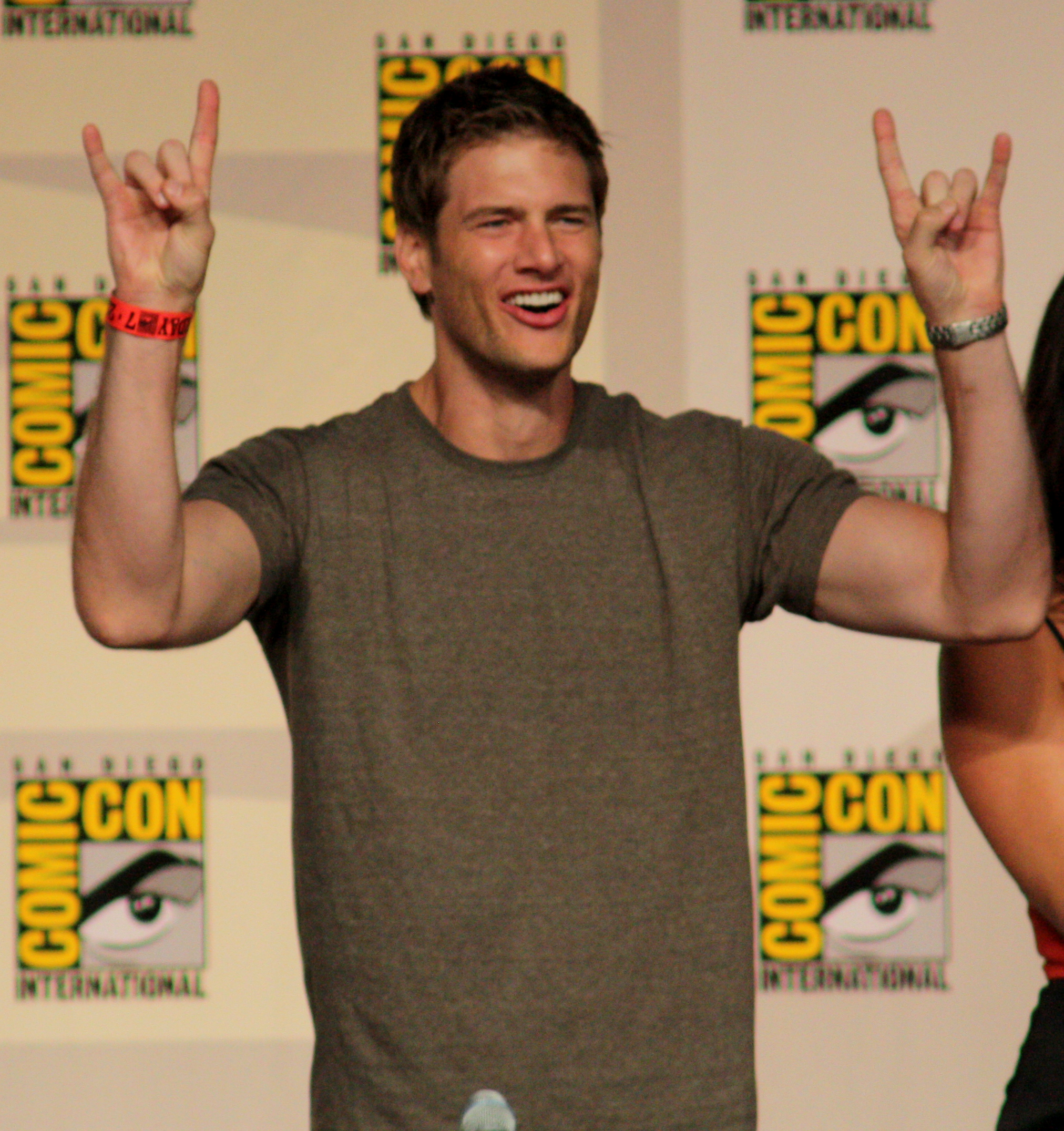
Ryan McPartlin interpreta Devon "Capitan Fenomeno" Woodcomb
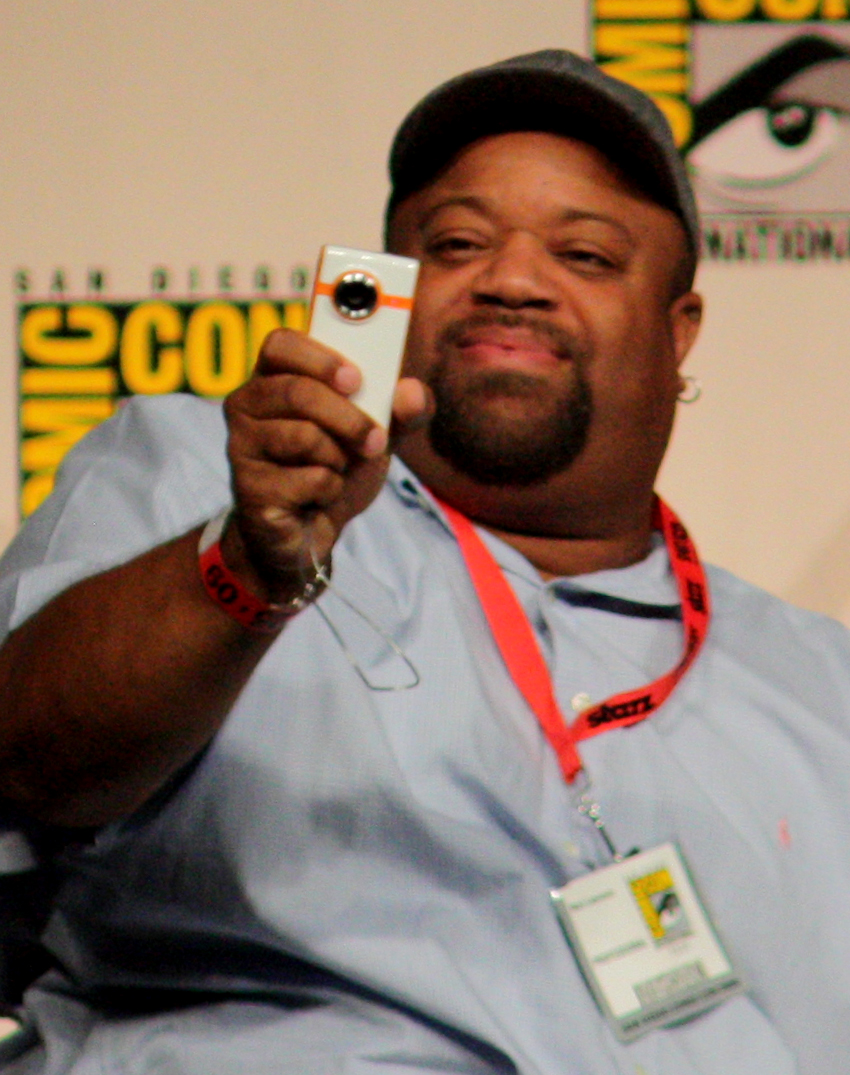
Mark Christopher Lawrence interpreta Michael "Big Mike" Tucker
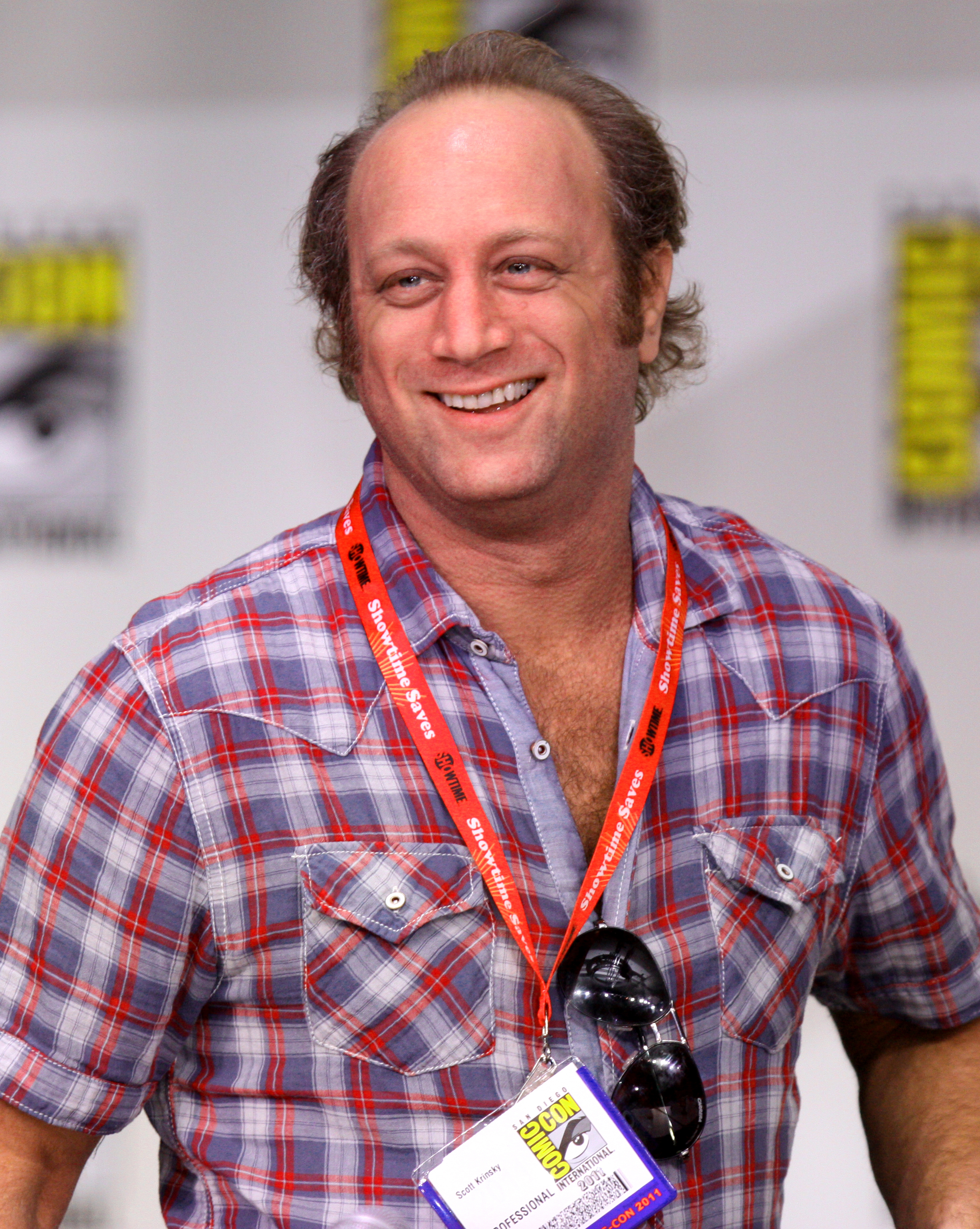
Scott Krinsky interpreta Jeffrey "Jeff" Barnes
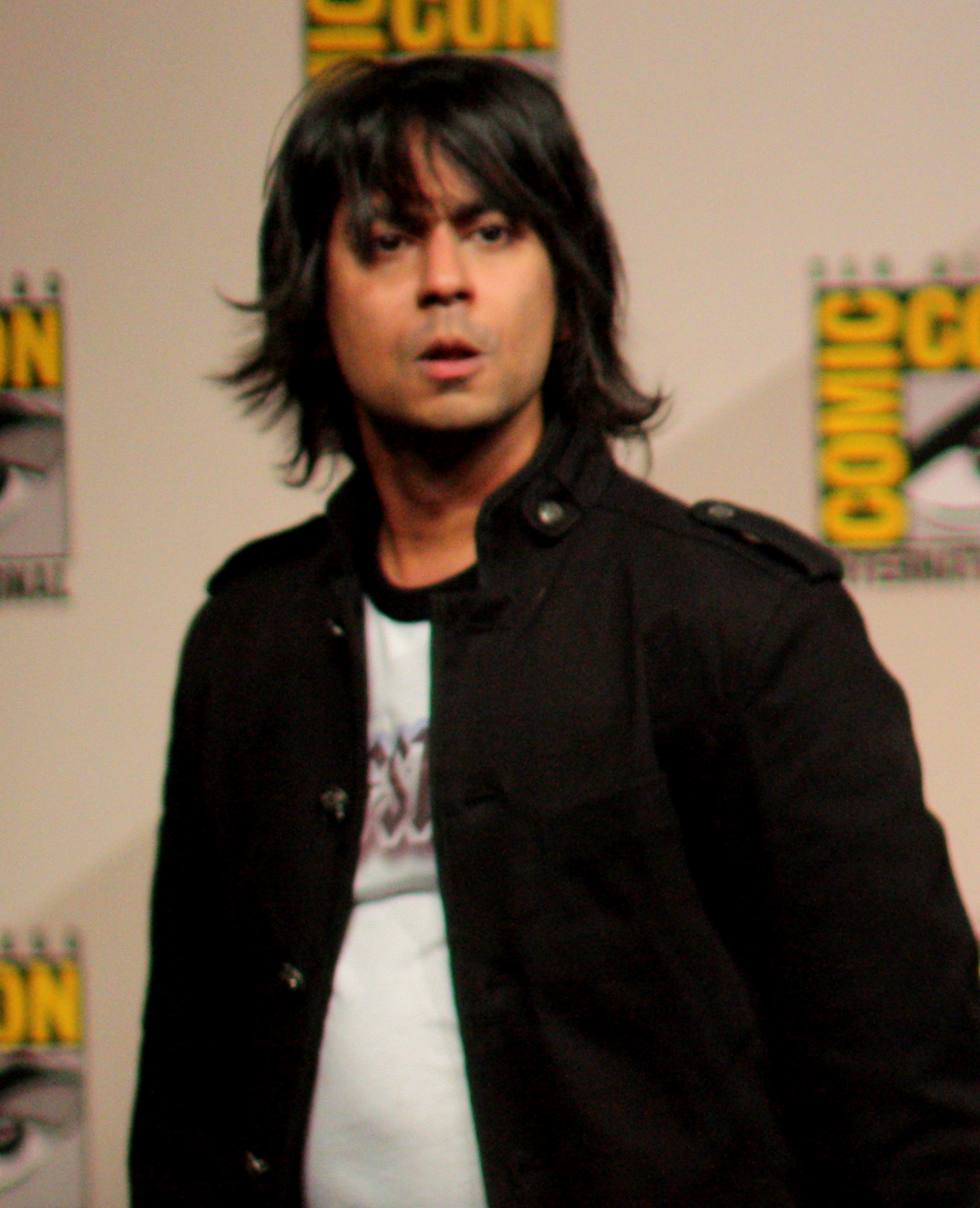
Vik Sahay interpreta Lester Patel
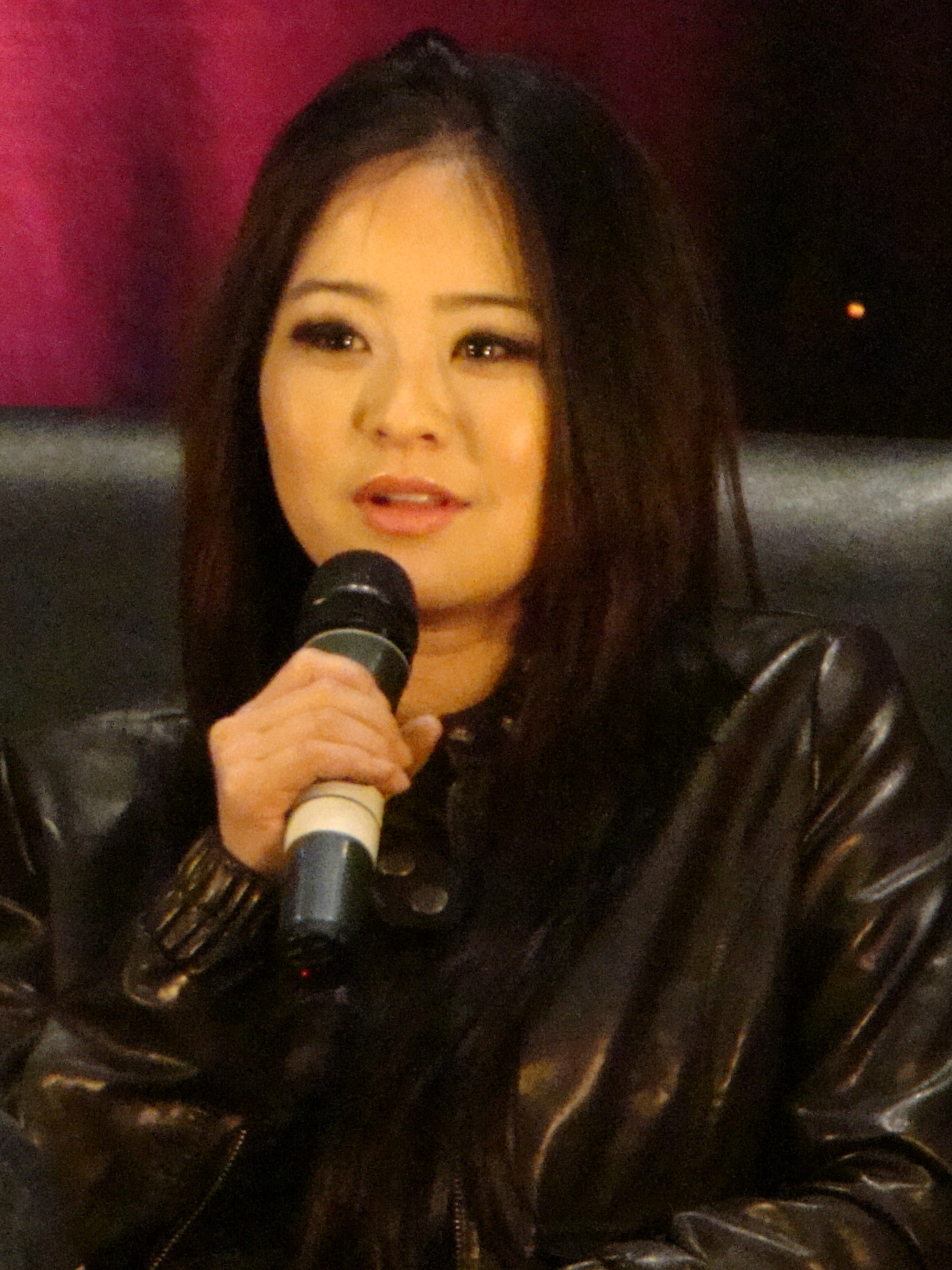
Julia Ling interpreta Anna Wu
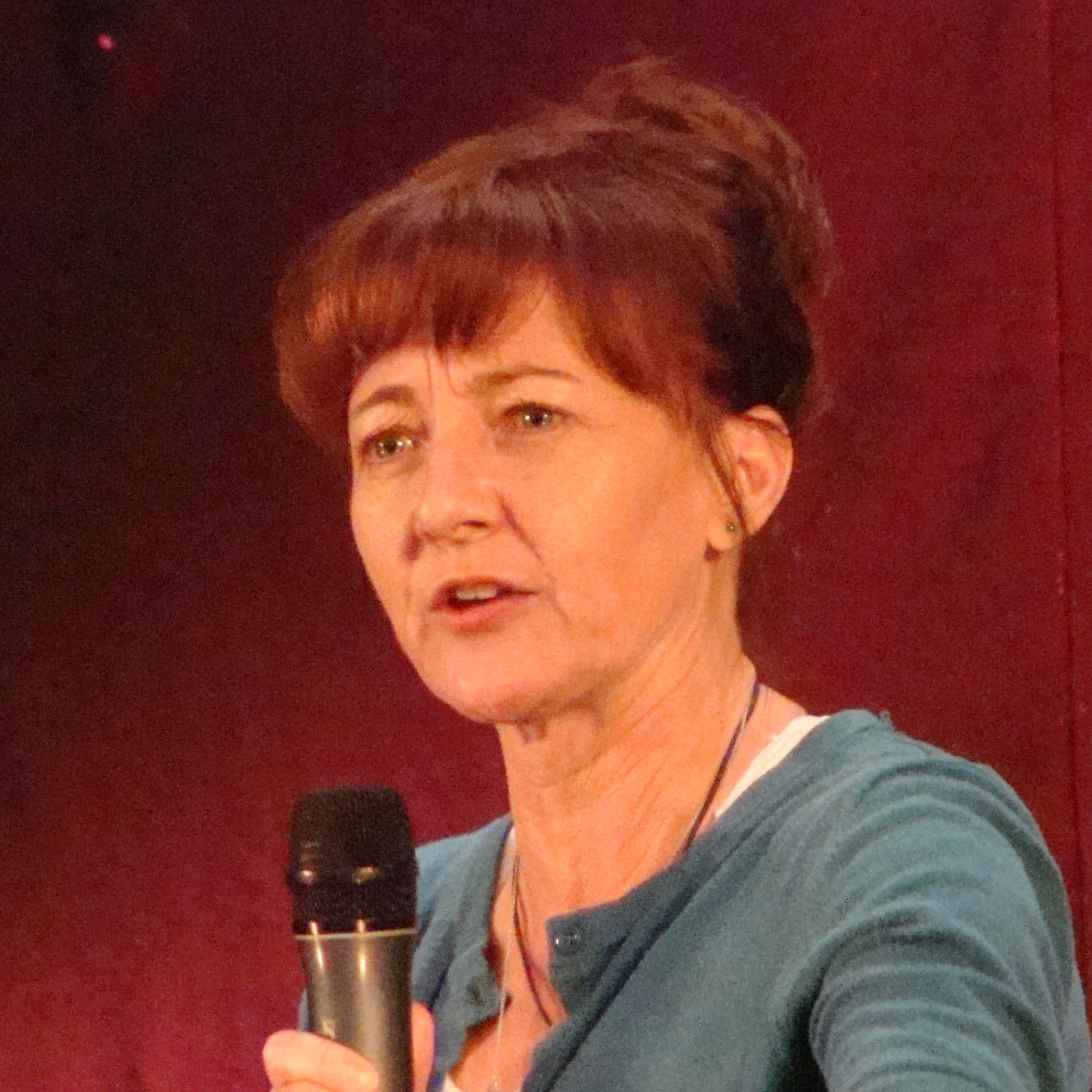
Bonita Friedericy interpreta il Gen. Diane Beckman

### Guest star

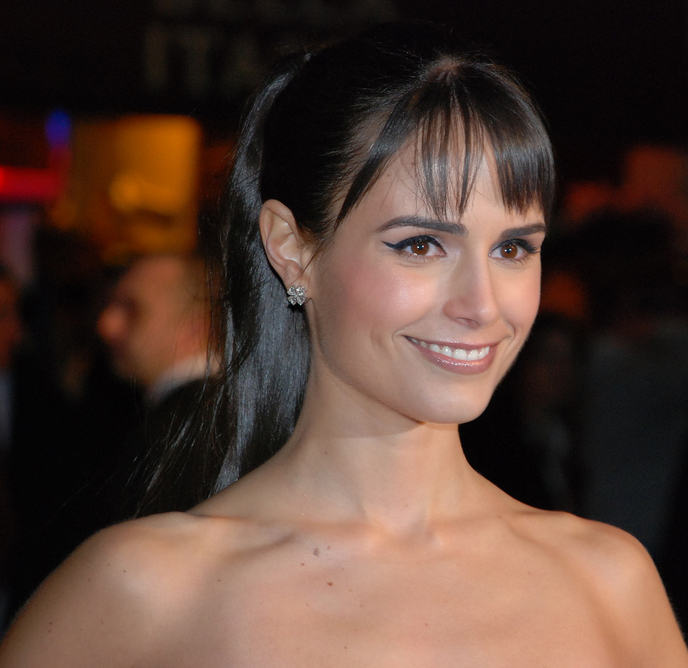
Jordana Brewster (Jill Roberts)

Nella serie appaiono un gran numero di guest star. Nella prima stagione, tra le altre, appaiono Wendy Makkena, co-protagonista nei film Sister Act e Sister Act 2; l'attore originario di Hong Kong James Hong; Rachel Bilson, interprete di Summer Roberts nella serie The O.C. e la modella svedese Mini Andén nel ruolo di Carina, che comparirà anche nelle stagioni successive. Inoltre, Matthew Bomer, co-protagonista nelle serie Tru Calling e White Collar, ha interpretato Bryce Larkin nelle prime due stagioni, e l'attore, cantante e musicista Scott Bakula ha interpretato il padre di Chuck nelle prime tre stagioni, e C. S. Lee, interprete del tecnico di laboratorio Vince Masuka nella serie televisiva Dexter, nel ruolo del vice direttore del Buy More.
Nella seconda stagione compaiono anche Michael Clarke Duncan, interprete del gigante nero John Coffey nel film Il miglio verde; Mark Pellegrino, famoso per aver recitato il ruolo di Jacob nella serie televisiva Lost e quello di Lucifero in Supernatural; Arnold Vosloo, noto per la sua partecipazione ai film La mummia e La mummia - Il ritorno; la modella Tricia Helfer, che ha recitato anche nella serie TV Battlestar Galactica; la cantante e attrice Nicole Richie; l'attore Ben Savage; la modella Jenny McCarthy, Chevy Chase nel ruolo di Ted Roark, presidente della Fulcrum; il pluriplemiato agli Emmy Award John Larroquette; l'ex giocatore di football americano Michael Strahan (nel ruolo di un giocatore di football); Carl Lumbly, protagonista della serie TV Alias; Bruce Boxleitner e Morgan Fairchild nel ruolo dei genitori di Devon; Gary Cole nel ruolo del padre di Sarah; Dominic Monaghan, che ha interpretato Merry nella trilogia de Il Signore degli Anelli e Charlie Pace nella serie TV Lost e la modella Brooklyn Decker. Inoltre Tony Hale, noto per la partecipazione nella serie Arrested Development - Ti presento i miei ha interpretato Emmett Millbarge, mentre l'attrice Jordana Brewster, interprete di Mia Toretto nei film Fast and Furious, Fast & Furious - Solo parti originali, Fast & Furious 5, Fast & Furious 6 e Fast & Furious 7 ha impersonato l'ex ragazza di Chuck Jill Roberts.
Nella terza stagione sono apparsi anche Christopher Lloyd, famoso per aver interpretato Emmett "Doc" Brown nella trilogia di Ritorno al futuro; l'ex calciatore Vinnie Jones; Kristin Kreuk, interprete di Lana Lang nel telefilm Smallville nel ruolo di Hannah, che ha una breve relazione con Chuck; l'ex wrestler Steve Austin; Tony Sirico, interprete di Paulie Gualtieri nella pluripremiata serie I Soprano; l'attrice Swoosie Kurtz e l'attore Robert Patrick. Inoltre Brandon Routh, noto per il ruolo di Superman in Superman Returns, ha interpretato l'agente Daniel Shaw. Compare anche Armand Assante, nel ruolo del Generalissimo.
Nella quarta stagione Linda Hamilton, interprete di Sarah Connor in Terminator, interpreta la madre di Chuck. Appaiono anche Dolph Lundgren, famoso per aver interpretato Ivan Drago in Rocky IV, Ray Wise, conosciuto per i suoi ruoli in I segreti di Twin Peaks e RoboCop, l'attore Lou Ferrigno, la supermodella Karolína Kurková, l'ex wrestler Stacy Keibler, l'attrice e cantante Tia Texada, la modella Monet Mazur, il protagonista della serie horror Nightmare Robert Englund, il wrestler Dave Bautista e gli attori Bronson Pinchot, Joel Moore, Eric Roberts, Richard Chamberlain, Lou Diamond Phillips e Summer Glau, interprete di Cameron Phillips nella serie televisiva Terminator: The Sarah Connor Chronicles. Inoltre Timothy Dalton, famoso per aver interpretato James Bond in due film della celebre saga, ha impersonato il ruolo del criminale Alexei Volkoff. Ritroviamo anche Armand Assante, interprete di Rico nel film Dredd - La legge sono io, sempre nel ruolo del Generalissimo Alejandro Goya.
Nella quinta stagione Cheryl Ladd, interprete di Kris Munroe nella serie originale Charlie's Angels, interpreta la madre di Sarah; mentre Tim DeKay, protagonista di White Collar nel ruolo dell'agente dell'FBI Peter Burke, interpreta il suo ex addestratore presso la CIA. Tra le guest star della quinta stagione sono presenti anche Mark Hamill, interprete di Luke Skywalker nella saga di Guerre stellari; Carrie-Anne Moss, interprete di Trinity nella trilogia di Matrix; Angus Macfadyen, interprete di Robert Bruce in Braveheart - Cuore impavido; Jeff Fahey, noto per aver interpretato Frank Lapidus in Lost; Ben Browder noto per il ruolo di John Crichton in Farscape; Justin Hartley, interprete di Freccia Verde in Smallville; David Koechner; Catherine Dent; Danny Pudi, protagonista di Community; Bo Derek e il celebre fumettista Stan Lee.

## Episodi
La prima stagione negli Stati Uniti d'America è andata in onda sul canale NBC dal 24 settembre 2007 al 24 gennaio 2008. In Italia è approdata sul canale a pagamento Steel il 22 giugno 2008, mentre in chiaro è stata trasmessa dal 9 giugno al 28 luglio 2009 su Italia 1.
La seconda stagione è andata in onda sulla NBC dal 29 settembre 2008 al 27 aprile 2009 e su Steel dal 4 ottobre al 13 dicembre 2009, mentre in chiaro è stata trasmessa dal 21 giugno al 30 agosto 2010 su Italia 1.
La terza stagione è stata trasmessa negli Stati Uniti dal 10 gennaio al 24 maggio 2010. In Italia è andata in onda su Steel dal 17 ottobre 2010, mentre in chiaro è stata trasmessa dal 2 al 25 novembre 2011 su Italia 1.
La quarta stagione è andata in onda sulla NBC dal 20 settembre 2010 al 16 maggio 2011; su Steel dal 6 agosto al 22 ottobre 2011, mentre in chiaro è stata trasmessa dal 30 aprile al 25 maggio 2012 su Italia 1.
La quinta ed ultima stagione è stata trasmessa sulla NBC dal 28 ottobre 2011 al 27 gennaio 2012; in Italia è andata in onda su Steel dal 6 maggio 2012 al 29 luglio 2012, mentre in chiaro è stata trasmessa dall'8 al 21 marzo 2013 su Italia 1.
| Stagione         | Episodi | Prima TV USA | Prima TV Italia |
| ---------------- | ------- | ------------ | --------------- |
| Prima stagione   | 13      | 2007-2008    | 2008            |
| Seconda stagione | 22      | 2008-2009    | 2009            |
| Terza stagione   | 19      | 2010         | 2010            |
| Quarta stagione  | 24      | 2010-2011    | 2011            |
| Quinta stagione  | 13      | 2011-2012    | 2012            |

L'edizione italiana è curata da Alberto Porto per Mediaset. Il doppiaggio è stato eseguito presso Post in Europe sotto la direzione di Silvia Pepitoni per la prima stagione, poi da Monica Ward per tutte le restanti stagioni.

## Edizioni home video

Logo della serie

I DVD e i dischi blu-ray della serie Chuck sono distribuiti dalla Warner Home Video.
Il cofanetto della prima stagione, messo in commercio negli Stati Uniti d'America il 16 settembre 2008, oltre agli episodi andati in onda in TV, contiene: le scene tagliate, denominate Declassified Scenes; Il mondo di Chuck, un approfondimento sul personaggio; Chuck on Chuck, una serie di interviste a Zachary Levi, Joshua Gomez, Josh Schwartz e Chris Fedak; Chuck vs. The Chuckles, gli errori degli interpreti sul set; e Il mondo di Chuck online, una galleria di mini-featurette. La versione in blu-ray fu pubblicata negli USA l'11 novembre 2008.
Il cofanetto della seconda stagione è stato messo in commercio, contemporaneamente anche in blu-ray, il 5 gennaio 2010 negli USA e il 12 ottobre 2009 in Europa. Oltre agli episodi della stagione sono stati inclusi nel cofanetto: Truth, Spies and Regular Guys: Exploring the Mythology of Chuck, un approfondimento sulla mitologia della serie; Dude in Distress: explore some of this season's best action sequences, un approfondimento sulle migliori scene; Chuck: A Real Life Captain Awesome's Tips for Being Awesome, un approfondimento su Devon "capitan fenomeno" Woodcomb; Chuck Versus the Webisodes: web originated minifeaturettes, i webisodi pubblicati on-line; John Casey Presents: So You Want to be a Deadly Spy?, uno speciale su John Casey; le scene eliminate e gli errori degli attori durante le riprese.
La terza stagione invece è uscita in DVD e blu-ray il 7 settembre 2010 negli Stati Uniti, e il 10 ottobre in Europa. Il cofanetto include un approfondimento su Chuck, Chuck-Fu... and Dim Sum: Becoming a spy guy; uno sui Jeffster, The Jeffster Revolution: The definitive mockumentary; le scene tagliate e gli errori degli interpreti sul set.
La quarta stagione è uscita l'11 ottobre 2011 nel Nordamerica e il 3 ottobre in Europa.
Non è ancora stata pubblicata la versione italiana dell'edizione home video di nessuna stagione.
| Stagione         | Episodi | Uscita negli USA  | Uscita in Europa |
| ---------------- | ------- | ----------------- | ---------------- |
| Prima stagione   | 13      | 16 settembre 2008 | 18 agosto 2008   |
| Seconda stagione | 22      | 5 gennaio 2010    | 12 ottobre 2009  |
| Terza stagione   | 19      | 7 settembre 2010  | 10 ottobre 2010  |
| Quarta stagione  | 24      | 11 ottobre 2011   | 3 ottobre 2011   |
| Quinta stagione  | 13      | 28 ottobre 2011   | 6 ottobre 2011   |

## Accoglienza

### Ascolti
Nonostante gli spot promozionali della NBC e le ottime recensioni critiche ricevute, Chuck ha sofferto molto la concorrenza degli altri canali, essendo trasmessa in contemporanea con il talent show della ABC Dancing with the Stars, la serie della FOX Dr. House - Medical Division e le sitcom della CBS How I Met Your Mother e Le regole dell'amore. Inoltre, gli ascolti sono scesi dopo la sospensione dovuta allo sciopero degli sceneggiatori. Tuttavia nel maggio del 2010 è stato riportato che la serie si è classificata tra i primi venti programmi TV nella SocialSenseTV ratings, una classifica che tiene conto della popolarità degli show statunitensi nelle interazioni tra gli utenti attraverso i principali social media, quali blog e forum.
La prima stagione negli Stati Uniti è stata seguita in media da 8,68 milioni di telespettatori, la seconda da 7,36 milioni, la terza da 5,99 milioni e la quarta da 5,58 milioni.

### Critica
Le recensioni sulla serie Chuck furono molto positive sin dalle prime pubblicazioni. A fine 2007 il Rolling Stone la inserì nella sua lista di programmi preferiti (We Like to Watch), mentre USA Today definì la performance di Zachary Levi "incredibilmente avvincente", classificando la serie con tre stelle su quattro. A fine 2008 il TIME e il Chicago Tribune nominarono Chuck una delle dieci serie TV migliori dell'anno, mentre anche tante altre testate, tra cui il sito Television Without Pity, il quotidiano The Miami Herald, il Pittsburgh Post-Gazette, il The Star-Ledger e il The New York Observer inserivano la serie nelle loro liste dei migliori programmi televisivi dell'anno.
In particolare Maureen Ryan sul Chicago Tribune ha scritto che la serie presta molta attenzione alla narrazione, e non si concentra solo sul lato comico. Grazie ad un buon livello di emozioni, suspense, trama e interpretazioni Chuck è diventato uno dei programmi più piacevoli del momento. Anche James Poniewozik sul TIME ha definito "piacevole" la serie e "molto interessanti e divertenti" i nuovi episodi della seconda stagione. Alan Sepinwall sul The Star-Ledger l'ha anche definita lo show con il più alto tasso di "puro intrattenimento", spiegando che ciò che rende la serie speciale è il calore e l'umanità che fanno da sfondo alle scene comiche, nonché le ottime interpretazioni degli attori.
Anche nel corso della terza stagione sono arrivate critiche positive. USA Today l'ha definita la migliore serie in programmazione sul canale NBC dopo la prima di stagione.

## Premi
- 2008 - Eddie Awards
  - Miglior montatore per una serie televisiva da un'ora a Norman Buckley
- 2008 - Emmy Awards
  - Miglior coordinamento stunt a Merritt Yohnka
- 2009 - Emmy Awards
  - Miglior coordinamento stunt a Merritt Yohnka
- 2010 - Teen Choice Awards
  - Miglior attore di una serie tv d'azione a Zachary Levi
  - Miglior attrice di una serie tv d'azione a Yvonne Strahovski

## Primati
Chuck è la prima serie televisiva al mondo a contenere un episodio interamente girato in 3D. Si tratta dell'episodio Chuck vs. la rock star, della seconda stagione, trasmesso in 3D anche in Italia su Steel.

## Citazioni e riferimenti
Negli episodi di Chuck si assiste spesso a citazioni e riferimenti ad altre opere, specie serie televisive e film. In Chuck vs. il diamante Morgan paragona Chuck a Ian Solo e Bryce al suo nemico il cacciatore di taglie Boba Fett; più tardi Morgan implora il suo migliore amico con le stesse parole di Leila Organa (sostituendo ovviamente Obi-Wan Kenobi con Chuck Bartowski) "Aiutami, Chuck Bartowski, sei la mia unica speranza", ovvie citazioni dalla saga di Guerre stellari. Nell'episodio Chuck vs. Chinatown il vecchietto sulla sedia a rotelle (interpretato da James Hong) si chiama Ben Lo Pan, riferimento a David Lo Pan interpretato dallo stesso Hong nel 1986 nel cult movie Grosso guaio a Chinatown. Nell'episodio Chuck vs. il verme della sabbia ad esempio, il timer della bomba che Chuck disinnesca si ferma a 0:07 secondi dall'esplosione, esattamente come accade a James Bond nel film Goldfinger (James Bond e due film della serie, tra cui lo stesso Goldfinger e Bersaglio mobile sono citati nell'episodio). Stesso riferimento è ripetuto nell'episodio Chuck vs. il rebus della seconda stagione, quando Chuck e Jill risolvono il rebus 0:07 secondi prima della scadenza del timer collegato. Nell'episodio Chuck vs. la nemesi Chuck e Bryce parlano la lingua klingon, facente parte dell'universo della celebre saga di Star Trek.
Molti sono i riferimenti al film del 1985 Spie come noi, con Chevy Chase e Dan Aykroyd. In diverse occasioni viene citato un bug chiamato GLG-20, stesso nome usato sotto copertura dai protagonisti del film. Il nome del personaggio Emmett Millbarge è formato dalla fusione dei nomi degli stessi due protagonisti del film di John Landis, Emmett Fitz-Hume e Austin Millbarg. Inoltre, Chevy Chase è presente tra le guest star della seconda stagione.. In una scena dell'episodio Chuck vs. il morto vivente, si possono vedere Chuck e Sarah che stanno guardando proprio questo film.
Altra opera cinematografica citata spesso nella serie è Ritorno al futuro. Nell'episodio Chuck vs. la DeLorean, come suggerito dal titolo, è protagonista una DeLorean DMC-12 simile a quella della celebre saga di Robert Zemeckis. In Chuck vs. la rock star alla fine dell'episodio appare la scritta to be continued... con lo stesso font di quelle presenti nei finali dei film della trilogia, mentre in Chuck vs. l'anello, quando i Jeffster stanno per iniziare a suonare al matrimonio di Ellie, Jeff dice ai violoncellisti: «Osservate me per i cambi», citando la scena di Ritorno al futuro in cui Marty McFly si rivolge all'orchestra prima di esibirsi al ballo scolastico. Inoltre tra le guest-star della terza stagione è presente Christopher Lloyd, che ha interpretato il dottor Emmet "Doc" Brown nella trilogia, nel ruolo di uno psichiatra, a cui Chuck si rivolge proprio chiamandolo "Doc". Durante la terza stagione sono chiari anche i riferimenti a Superman. L'agente Daniel Shaw è infatti interpretato da Brandon Routh, protagonista del film Superman Returns, e nel settimo episodio Chuck ha anche l'occasione di definirlo «un tipo alla Superman», parlando con Hannah, interpretata da Kristin Kreuk, famosa per aver interpretato Lana Lang in Smallville, serie facente parte dell'universo multimediale legato alle avventure del celebre supereroe.
A volte sono stati fatti riferimenti anche alla trilogia de Il padrino. Nell'episodio Chuck vs. Mister Colt durante i colloqui per il posto da vice-direttore del Buy More, Lester imita il modo di atteggiarsi di Don Vito Corleone, mentre in Chuck vs. il primo omicidio si vede Big Mike baciare Morgan dicendo «So che sei stato tu, Morgan. Mi hai spezzato il cuore. Mi hai spezzato il cuore!», citando così la scena de Il padrino - Parte II in cui Michael Corleone bacia Fredo dicendo le stesse cose..
Nell'ultima puntata della seconda stagione, Chuck vs. l'Anello, dopo aver installato l'Intersect 2.0 e sconfitto le spie nemiche, Chuck esclama «Ragazzi, conosco il Kung Fu!», come Neo in Matrix. Tale citazione si ripete due volte nella quarta stagione; la prima nell'episodio Chuck vs. Volkoff quando Chuck, dopo aver reinstallato l'Intersect 2.0 che aveva temporaneamente perso esclama «Ragazzi, conosco il Kung Fu!... Di nuovo.», e la seconda nell'ultimo episodio della quarta stagione, Chuck vs. Decker, quando Morgan installa per sbaglio l'Intersect.
Nell'episodio Chuck vs. la banca del male in cui Chuck e Sarah entrano nella banca di Macau: dopo essere passati attraverso un metal detector ed averlo fatto attivare, una guardia si avvicina a Sarah per controllarla, ma lei lo colpisce ed inizia una sparatoria. L'intera scena ricorda quella di Matrix in cui Neo e Trinity entrano nel grattacielo dove è tenuto prigioniero Morpheus. Chuck e Sarah inoltre indossano dei lunghi cappotti neri e degli occhiali da sole, come i due protagonisti del film. La trilogia viene nuovamente omaggiata nella quinta stagione: Gertrude Verbanski è interpretata da Carrie-Anne Moss, che nei tre Matrix vestì i panni di Trinity; inoltre, in Chuck vs. lo zip drive Morgan schiva alcuni proiettili a lui indirizzati in una sequenza bullet time, come fece Neo nel primo film fronteggiando l'agente Smith.
L'episodio Chuck vs. il licenziamento comincia con una chiara citazione dal "Grande Lebowski", dove Chuck ha una barba lunga e un aspetto trasandato con tanto di vestaglia uguale al protagonista del film dei fratelli Coen, Drugo, con il sottofondo musicale di Kenny Rogers e la sua "Just dropped in". Inoltre l'episodio si chiude con lo stesso fermo immagine con cui termina Rocky III, con Chuck e Casey che riprendono la scena dell'incontro amichevole tra Rocky Balboa e Apollo Creed accompagnata dal brano Eye of the tiger, colonna sonora del film. Nella quarta stagione Linda Hamilton ha interpretato la madre di Chuck, Mary Bartowski, che nel decimo episodio ha occasione di rivolgersi al figlio dicendogli «Vieni con me se vuoi vivere!», una della frasi più celebri della serie cinematografica Terminator, dove la stessa Linda Hamilton ha impersonato il personaggio di Sarah Connor. Nel primo episodio della quarta stagione, inoltre, appare la guest star Dolph Lundgren, il quale ripete la stessa frase che lo rese famoso, «ti spezzo in due», interpretando il ruolo di Ivan Drago in Rocky IV.
Nell'episodio Chuck vs. Babbo Natale c'è una citazione da Trappola di cristallo (Die Hard) e da 58 minuti per morire - Die Harder (Die Hard 2). Il cugino di Big Mike è infatti interpretato da Reginald VelJohnson che interpreta nel film lo stesso personaggio, riconoscibile per il nome, Al, e per la mania di cibarsi di plumcake, oltre al fatto di ritrovarsi a gestire una situazione con ostaggi.
Per quanto riguarda i riferimenti ad altre serie televisive, un esempio si ha già nell'episodio Chuck vs. l'elicottero quando Chuck, mentre ha un "flash", esclama: «Il volo 815 della Oceanic è stato abbattuto da un missile terra-aria...», chiaro riferimento a Lost. Nel sesto episodio della prima stagione inoltre, nelle scene finali viene ripreso con lo stesso tema musicale il finale dell'episodio Conto alla rovescia della serie The O.C., nel quale Ryan raggiunge di corsa Marissa per la festa di Capodanno giusto in tempo prima della mezzanotte; in questo caso è Chuck a raggiungere Morgan per quella di Halloween. Un'altra citazione, questa volta esplicita e riferita ad una serie televisiva più recente, si trova nell'episodio Chuck vs. gli ultimi dettagli in cui Morgan, coinvolto nella missione di recupero della pericolosa arma Norseman, esclama: «Casey, hanno l'acido, proprio come in quella scena disgustosa di Breaking Bad », riferimento appunto alla scena del maldestro scioglimento di un cadavere nell'acido nel secondo episodio della prima stagione di Breaking Bad.
L'episodio Chuck vs. la tigre si apre con una parodia dei titoli di testa di Cuore e batticuore. Nell'episodio, Chuck e Sarah si trovano a collaborare con due spie sposate che ricordano molto i personaggi del suddetto telefilm. Nello stesso episodio Morgan afferma che l'arma usata per l'addestramento sia caricata con proiettili Full Metal Jacket, citazione dal film di Stanley Kubrick che comprendeva nel cast Adam Baldwin.
All'inizio del sedicesimo episodio della terza stagione, Chuck vs. il dente, riferendosi al fatto che non ci sia niente da vedere in TV, Chuck dice "Sì, i lunedì sera sono un vero mortorio...". Questa è una citazione autoironica, perché negli Stati Uniti in quel periodo la serie andava in onda proprio di lunedì sera.
Nell'episodio 19 della terza stagione, Morgan e Casey sottomettono i capi dell'Anello; Morgan afferma "Se voi siete il male, io sono la cura" (frase pronunciata dal protagonista del film Cobra del 1986), ed immediatamente Casey risponde "Rilassati, Cobra. Il tuo fucile è senza proiettili".
Nel secondo episodio della quinta stagione Morgan paralizza in un istante con la pistola un nemico che si era presentato con un'esibizione di spada di qualche secondo, chiaramente una citazione dalla scena in cui Indiana Jones fredda un nemico nel bazar in I predatori dell'arca perduta; lo stesso Chuck si complimenta con Morgan chiamandolo Indy.
Nel quattordicesimo episodio della quarta stagione c'è un noto riferimento al film 127 ore, dove Casey rimane bloccato a causa di un masso caduto giù da un muro dicendo che si dovrebbe tagliare il braccio. Nel dodicesimo episodio della quinta stagione, Chuck vs. Sarah, Morgan trova alla DARPA un mantello che rende invisibile ciò a cui si avvolge, ed esclama "Tu sei un mago, Harry.", alludendo alla serie di Harry Potter, il cui protagonista ha proprio un mantello dell'invisibilità.
Nell'episodio Chuck vs. l'angelo della morte ad esempio, in un "flash" di Chuck viene fatto riferimento all'agente segreto russo Litvinenko. Il font utilizzato da Jeff e Lester per la loro band, i Jeffster, è lo stesso usato dalla famosa rockband AC/DC. Altro riferimento al mondo della musica si trova nell'episodio della seconda stagione Chuck vs. Missile Command, dove un terrorista internazionale si chiama Farrokh Bulsara, ovvero il nome reale di Freddie Mercury. Inoltre per trovare il codice di comando dei missili, bisogna vincere al gioco seguendo le note di Tom Sawyer, una canzone dei Rush.
Nell'episodio della quinta stagione "Chuck vs. le spie di cuore" vi è l'ennesimo riferimento a Lost (episodio finale della prima stagione) quando Jeff, prima di aprire una botola si rivolge a Lester e Big Mike recitando testuali parole: "Una volta aperta la botola non si torna più indietro".
Nell'episodio della quarta stagione "Chuck vs. il Belga" vi è un riferimento alla serie Terminator: The Sarah Connor Chronicles, durante il dialogo tra John Casey e Greta interpretata da Summer Glau, prima la definisce un'assassina parando con Morgan ed in seguito egli esclama "sei terminata", licenziandola dal Buy More.
Nel 23º episodio della quarta stagione, la madre di Chuck viene ripresa dalle telecamere di sorveglianza nella sua cella (stanza 13) mentre esegue trazioni utilizzando il suo letto, famosa scena vista in Terminator 2 dove lei esegue lo stesso esercizio nella sua stanza in manicomio.